# 沙特爾圍城戰 (1360年)
黑色星期一发生於1360年4月的复活节星期一，是百年戰爭中的一場圍城戰，當時一场怪异的冰雹袭击了英軍并杀死了約1,000名英国士兵。

## 沙特尔围城战
1360年4月5日，爱德华三世率领10,000名英軍部隊（包括約4,000名披甲戰士、700名雇佣兵和5,000名弓箭手 ）進軍巴黎。这支部队由国王最信任的副官领导，包括黑太子愛德華；蘭開斯特公爵亨利、華威伯爵和沃爾特·曼尼爵士，皆為百年戰爭前期，戰功彪炳的軍事將領。由法国王太子查理率领的巴黎守军拒绝出城迎戰。英軍也無法突破法軍的防線，於是在接下来的一周里，爱德华持續诱使王太子出城戰鬥。但精明的王太子始終不願意出戰，破坏了爱德华取得决定性勝利的機會。英军在劫掠村莊后离开巴黎近郊，向法国城市沙特尔進軍。
4月13日复活节星期一，英軍军队抵达了沙特尔。法国守军再次拒绝出城战斗，倚靠著防御工事防守，随后英軍開始围攻。法国的守軍人數極少，由克呂尼修道院院長安德魯安·德·拉羅什领导。
那天晚上，英军在沙特尔郊外的开阔平原上扎营。一场突如其来的暴风雨襲來。气温急剧下降，巨大的冰雹伴随着雨水開始落下。两名英軍將領死亡，军队陷入混亂，且英軍沒有任何防禦冰雹的措施。帐篷被狂风吹得四分五裂，行李四处乱飞。 在半小时内，煽动和严寒杀死了近1,000名英軍士兵和6,000匹马。受伤的英軍將領中有居伊·德·博尚爵士，他是華威伯爵托馬斯·德·博尚的长子；两周后，他因伤势过重而死。
爱德华三世确信这种现象是上帝反对他作為的迹象。据说在风暴期间，他从马背上下来，跪在沙特尔圣母大教堂的方向宣读和平誓言，并被说服与法軍谈判。
风暴过后不久，第二天，安德魯安·德·拉羅什要求和平談判。爱德华同意了手下兰开斯特公爵的建议， 开始从沙特尔近郊撤军，结束了对该镇的围困。

## 后果
法国修道士让·德·维内特将这场天災归咎于英軍在法國境內進行屠殺和劫掠的後果。
1360年5月8日，布勒丁尼條約签署，标志着百年战争第一阶段的结束。